# Pago Veiano
Pago Veiano é uma comuna italiana da região da Campania, província de Benevento, com cerca de 2.651 habitantes. Estende-se por uma área de 23 km², tendo uma densidade populacional de 115 hab/km². Faz fronteira com Paduli, Pesco Sannita, Pietrelcina, San Giorgio La Molara, San Marco dei Cavoti.

## Demografia
| Variação demográfica do município entre 1861 e 2011                               |
|                                                                                   |
| Fonte: Istituto Nazionale di Statistica (ISTAT) - Elaboração gráfica da Wikipedia |